# Подцрквина
Подцрквина (серб. Подцрквина / Podcrkvina) — село в общине Власеница Республики Сербской Боснии и Герцеговины. Население составляет 139 человек по переписи 2013 года.